# Black Magic (canción)
«Black Magic» —en español: «Magia negra»— es una canción pop interpretada por el cuarteto británico Little Mix, perteneciente a su tercer álbum de estudio, Get Weird (2015). Fue compuesta por los músicos Edvard Forre Erfjord, Henrik Michelsen, Ed Drewett y Camille Purcell, y producida por el equipo productor Electric en compañía de Matt Rad y Maegan Cottone. El sello discográfico del grupo, Syco Music, la lanzó como primer sencillo oficial del álbum, siendo su primer lanzamiento en más de un año.
La canción recibió comentarios favorables por parte de los críticos, quienes hablaron positivamente del estribillo y de la decisión del cuarteto de regresar al sonido de su debut DNA (2012). Comercialmente, el sencillo también fue todo un éxito, al convertirse en el tercer número uno del cuarteto en el Reino Unido, además de alcanzar los diez primeros en Australia e Irlanda. Su videoclip, dirigido por Director X, fue publicado oficialmente el 29 de mayo de 2015 en la cuenta de VEVO del grupo en YouTube. Este también recibió comentarios favorables por parte de los especialistas, que lo describieron como «hilarante» e «increíble». Little Mix presentó la canción en vivo el 16 de agosto en los Teen Choice Awards. «Black Magic» fue nominado como mejor sencillo en los Premios Brit de 2016, siendo la primera nominación que el cuarteto recibe en dichos premios.

## Antecedentes y composición
El 25 de febrero de 2015, en una entrevista realizada en la alfombra de los Premios Brit, el cuarteto confirmó que ya habían elegido el sencillo líder de lo que sería su tercer álbum de estudio, y dijeron que sería «un nuevo sonido». El 14 de mayo del mismo año, revelaron que la canción llevaría por nombre «Black Magic», y sería lanzada en poco menos de dos semanas; inicialmente, planeaba ser publicada el 26 de mayo, pero tras varias filtraciones en la red, se adelantó cinco días. Posteriormente, el 10 de julio, estuvo a la venta digitalmente en el Reino Unido e Irlanda. Respondiendo a los distintos comentarios que hacían énfasis al mensaje de la canción, Little Mix aseguró que se trataba de una metáfora relacionada con la confianza de la mujer al hombre en una relación. Continuando con el tema, dijeron: «El mensaje de "Black Magic" es que básicamente somos las chicas con la poción secreta y se la compartimos a todas esas chicas que desean estar con el hombre de sus sueños, hace que se enamoren».
«Black Magic» es una canción pop compuesta por Edvard Forre Erfjord, Henrik Michelsen, Ed Drewett y Camille Purcell, y producida por el equipo productor Electric en compañía de Matt Rad y Maegan Cottone. Su ritmo se ve influenciado por la música dance de los 80 y el tema en total cuenta con una duración de tres minutos  y treinta y un segundos. De acuerdo con la partitura publicada por Faber Music en el sitio web Musicnotes, la canción tiene un tempo allegro de 112 pulsaciones por minuto y está compuesta en la tonalidad de mi mayor. El registro vocal del cuarteto se extiende desde la nota sol♯3 hasta la do♯5.

## Recepción

### Comentarios de la crítica
«Black Magic» recibió la aclamación crítica por parte de los especialistas. El escritor Matt Bagwell de The Huffington Post afirmó que posee un «estribillo asesino que se engancha a ti tras la primera escuchada», además de hablar favorablemente de las influencias del cuarteto por Destiny's Child; asimismo, comentó que es «87 veces mejor que "Pretty Girls" de Britney Spears e Iggy Azalea», canción que el grupo coescribió. Lewis Corner de Digital Spy le otorgó una calificación perfecta de cinco estrellas y lo nombró el mejor nuevo lanzamiento de la semana del 10 de julio. En su reseña, comentó que: «No solo fue la canción perfecta para este punto de la carrera del cuarteto, sino que también una lo bastante poderosa para ir más allá de su área demográfica». Ariana Bacle de Entertainment Weekly dijo que pese al título aniñado, el sencillo es «increíblemente pegadizo» y «rebotante». Jocelyn Vena de la revista Billboard escribió que la canción está «llena de vida» y la describió como «reluciente» y «pegadiza». El periódico The Guardian escribió en su reseña que «Black Magic» recuerda más a los momentos vivos del grupo en su debut DNA (2012) que al intento de reinvención de su segundo álbum, Salute (2013).

### Recibimiento comercial
En su semana de estreno, «Black Magic» debutó en la posición veinticinco del listado principal de sencillos de Australia y tres semanas más tarde llegó hasta el número ocho. Con ello se convirtió en la canción mejor posicionada del grupo desde «Change Your Life». Luego de que el sencillo vendiese 70 000 copias en el territorio australiano, la ARIA le otorgó un disco de platino. En el Reino Unido, la canción estuvo disponible para preordenarse a partir del anuncio realizado por el cuarteto en mayo; rápidamente se convirtió en la más preordenada del 2015 y durante la semana del 17 de julio, consiguió debutar en el número uno del UK Singles Chart con 113 000 unidades vendidas y 1.19 millones de streams. Con ello, el grupo logró su tercer número uno en el territorio y primero desde «Wings». En su segunda semana, sus ventas disminuyeron a 66 000, pero la cantidad de streams aumentó gradualmente hasta 1.87 millones, lo que le permitió seguir liderando el conteo; este hecho volvió a Little Mix el primer grupo femenino en permanecer más de una semana en el número uno desde Sugababes en 2007. En su tercera semana, «Black Magic» se mantuvo en el número tras haber vendido 60 000 copias y recibido 1.97 millones de streams. Esa misma semana, la BPI lo certificó con disco de plata por la venta de 200 000 unidades en el territorio británico. Finalmente, su liderazgo acabó en su cuarta semana, donde cayó hasta la casilla tres, quedando por debajo de One Direction y Calvin Harris.
Durante la semana del 1 de agosto, «Black Magic» ingresó a los cuarenta primeros del listado estadounidense Pop Songs, con 1566 reproducciones recibidas en dicha semana, ubicándose en el puesto 36 y superando la posición máxima de «Move», que fue la 37.

## Promoción

### Vídeo musical

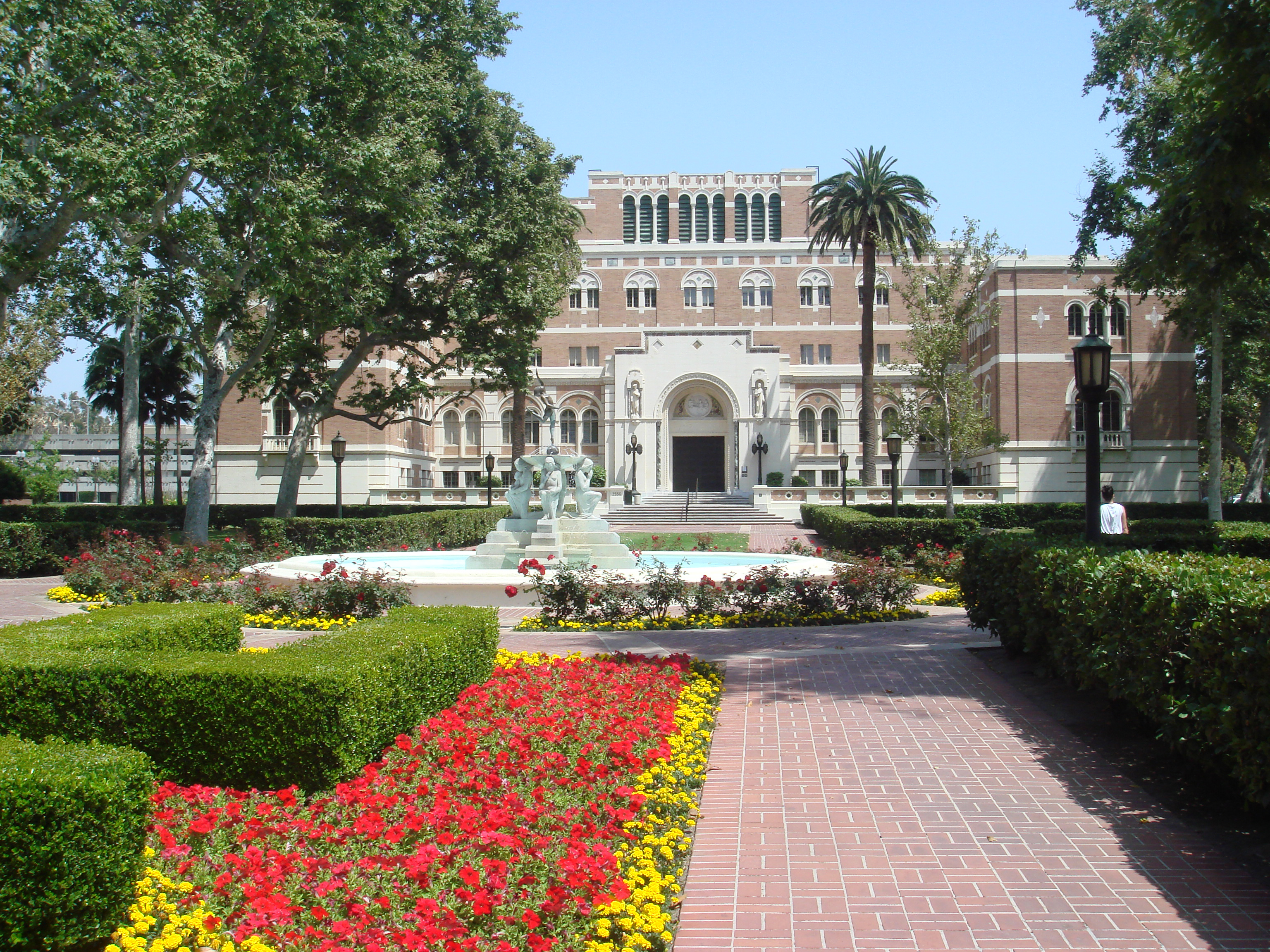
El videoclip de la canción fue filmado en la Universidad del Sur de California, mayormente en su biblioteca.

El videoclip de la canción fue dirigido por el canadiense Director X, y se grabó entre el 22 y el 23 de mayo de 2015 en la Universidad del Sur de California, ubicada en Los Ángeles. Sobre la filmación, Jesy Nelson expresó su emoción en una entrevista con Capital FM diciendo que el actuar como un grupo hacía que pareciese una «minipelicula», y Jade Thirwall añadió que «no es como nada que hayamos hecho antes». El videoclip estrenó en la cuenta oficial de VEVO del cuarteto en YouTube el 29 de mayo. Este comienza mostrando el campus de la universidad y en seguida se presenta al grupo como colegialas ordinarias. Seguidamente, las integrantes comienzan a fantasear con un chico de su clase pero son interrumpidas por otra chica que es más atractiva. El plano cambia a ellas en una biblioteca, donde Jade encuentra un libro de magia negra y en seguida el grupo comienza a conjurar hechizos para cambiar su apariencia. Al día siguiente, reaparecen con una imagen totalmente renovada y empiezan a jugarle bromas a la chica que las había humillado, y a la vez ayudan a otros estudiantes a conseguir lo que quieren. Mientras va avanzando, continúan conjurando hechizos hasta que finalmente terminan dando una gran fiesta en un aula de clases.
En general, el videoclip recibió comentarios positivos por parte de los fanáticos del cuarteto y de los críticos. Algunos notaron similitudes con la película The Craft (1996) y las series de televisión Charmed y Sabrina, the Teenage Witch, así como del vídeo musical de «Too Much» de las Spice Girls. Sam Rigby de Digital Spy y Katy Forrester de Daily Mirror lo describieron como «fascinante», y esta última en particular, comentó que el grupo dio «un giro al estilo Katy Perry» y que el resultado de esto es «hilarante». Lucy Wood de la revista Cosmopolitan lo describió como un «brillante combo todo en uno entre Clueless, Sabrina, The Teenage Witch y The Craft». Igualmente, Capital FM escribió: «Toma un trozo de Sabrina, The Teenage Witch, añade una pizca de Mean Girls y un poco de Charmed, y acabas de crear un vídeo increíble». No obstante, Abbie Norman del sitio Mace Entertainment escribió una reseña negativa diciendo que el mensaje general del videoclip es que «si quieres gustarle a la gente, recorta tus pantalones, píntate el cabello, usa más maquillaje y humilla a otras personas».

### Presentaciones en vivo
Little Mix comenzó la promoción de la canción en el Reino Unido presentándola por primera vez el 6 de junio de 2015 en el Summertime Ball realizado por Capital FM en el Estadio de Wembley en Londres. El 7, 8 y 9 del mismo, cantaron una versión acústica para las estaciones 102.2 Capital FM (Birmingham), Signal Radio (Stoke-on-Trent) y Capital FM Breakfast (Mánchester), respectivamente. En dichos días además, fueron las artistas principales del Ray of Sunshine Concert, donde presentaron varias de sus canciones, incluyendo «Black Magic». El 29, dieron una sesión de fotos para la revista Hunger TV (Londres), a la que también concedieron una entrevista e interpretaron la canción de forma acústica. El 4 de julio, ofrecieron una presentación sorpresa del tema en el club G-A-Y de Londres y al día siguiente en el programa Surprise Surprise. El 13, concedieron una entrevista al programa This Morning (Londres) e interpretaron «Black Magic»; el 17 la cantaron en el Thorpe Park Island Beats (Chertsey), y finalmente concluyeron el recorrido por el Reino Unido el 31 en Kiss Secret Sessions (Londres). Tras un descanso de dos semanas, dieron inicio a la promoción del sencillo por los Estados Unidos el 13 de agosto, donde cantaron en vivo en el Summer Splash Festival (Santa Clara), el 16 en los Teen Choice Awards (Los Ángeles), el 17 en The Late Late Show with James Corden (Los Ángeles) y el 18 en Today (Nueva York). El 22, el cuarteto se presentó en la primera edición del Billboard Hot 100 Fest, donde cantaron «Salute», «Change Your Life», «Wings», «How Ya Doin'?» y finalmente «Black Magic». Asimismo, la canción fue incluida como número de cierre de su gira The Get Weird Tour (2016).

## Formatos y remezclas
- Descarga digital

| «Black Magic» |               |          |  |
| N.º           | Título        | Duración |  |
| 1.            | «Black Magic» | 3:31     |  |

| «Black Magic» — Remixes |                              |          |  |
| N.º                     | Título                       | Duración |  |
| 1.                      | «Black Magic» (LuvBug Remix) | 4:01     |  |
| 2.                      | «Black Magic» (Cahill Remix) | 3:17     |  |
| 3.                      | «Black Magic» (Acústico)     | 3:27     |  |

- Sencillo en CD

| «Black Magic» |                              |          |  |
| N.º           | Título                       | Duración |  |
| 1.            | «Black Magic»                | 3:31     |  |
| 2.            | «Black Magic» (LuvBug Remix) | 4:01     |  |
| 3.            | «Black Magic» (Cahill Remix) | 3:17     |  |
| 4.            | «Black Magic» (Acústico)     | 3:27     |  |

## Posicionamiento en listas

### Semanales
| Australia       | Australian Singles Chart | 8   |
| Austria         | Ö3 Austria Top 40        | 73  |
| Bélgica (Fl)    | Ultratip                 | 4   |
| Bélgica (W)     | Ultratip                 | 37  |
| Canadá          | Canadian Hot 100         | 52  |
| Escocia         | Scottish Singles Chart   | 1   |
| Eslovaquia      | Singles Digital Top 100  | 31  |
| Estados Unidos  | Billboard Hot 100        | 67  |
| Estados Unidos  | Digital Songs            | 48  |
| Estados Unidos  | Pop Songs                | 24  |
| Filipinas       | Philippine Hot 100       | 43  |
| Francia         | French Singles Chart     | 155 |
| Irlanda         | Irish Singles Chart      | 3   |
| Italia          | FIMI                     | 86  |
| Japón           | Japan Hot 100            | 47  |
| Nueva Zelanda   | NZ Top 40 Singles Chart  | 31  |
| Países Bajos    | Single Top 100           | 82  |
| Reino Unido     | UK Singles Chart         | 1   |
| República Checa | Singles Digitál Top 100  | 29  |
| Suecia          | Swedish Singles Chart    | 58  |

### Sucesión en listas
| Predecesor: «House Every Weekend» de David Zowie | UK Singles Chart — Sencillo número uno 17 de julio de 2015 — 7 de agosto de 2015       | Sucesor: «Drag Me Down» de One Direction         |
| Predecesor: «Shine» de Years & Years             | Scottish Singles Chart — Sencillo número uno 17 de julio de 2015 — 31 de julio de 2015 | Sucesor: «Glitterball» de Sigma y Ella Henderson |

### Certificaciones
| País           | Organismo certificador | Certificación | Ventas certificadas | Ref.   |
| -------------- | ---------------------- | ------------- | ------------------- | ------ |
| Australia      | ARIA                   | 2× Platino    | 140 000             | [ 20 ] |
| Brasil         | PMB                    | Diamante      | 160 000             | [ 65 ] |
| Canadá         | Music Canada           | Platino       | 80 000              | [ 66 ] |
| Estados Unidos | RIAA                   | Oro           | 500 000             | [ 67 ] |
| Irlanda        | IRMA                   | Platino       | 15 000              | [ 68 ] |
| Italia         | FIMI                   | Oro           | 25 000              | [ 69 ] |
| México         | AMPROFON               | Platino       | 60 000              | [ 70 ] |
| Nueva Zelanda  | RMNZ                   | Oro           | 7500                | [ 71 ] |
| Polonia        | ZPAV                   | Platino       | 20 000              | [ 72 ] |
| Reino Unido    | BPI                    | Platino       | 600 000             | [ 25 ] |
| Suecia         | GLF                    | Oro           | 20 000              | [ 73 ] |